# Christiaan I van Saksen-Merseburg
Christiaan I van Saksen-Merseburg (Dresden, 27 oktober 1615 - Merseburg, 18 oktober 1691) was van 1657 tot aan zijn dood hertog van Saksen-Merseburg. Hij behoorde tot de Albertijnse linie van het huis Wettin.

## Levensloop
Christiaan I was de zesde en derde overlevende zoon van keurvorst Johan George I van Saksen uit diens tweede huwelijk met Magdalena Sibylle, dochter van hertog Albrecht Frederik van Pruisen. In 1650 werd hij door zijn vader benoemd tot diocesaan administrator van het vroegere prinsbisdom Merseburg, dat tijdens de Reformatie werd geconfisqueerd.
Op 20 juli 1652 bepaalde zijn vader in zijn testament dat zijn landerijen verdeeld zouden worden tussen zijn zoons. In september 1653 verhuisde Christiaan met zijn gezin naar Merseburg, waar ze een eigen hofhouding stichtten, die al snel bestond uit 150 mensen.
Na de dood van zijn vader in 1656 vond op 22 april 1657 de formele deling van het keurvorstendom Saksen plaats. Hierbij kreeg Christiaan I het hertogdom Saksen-Merseburg toegewezen. Na het uitsterven van het huis Biberstein werd hij in 1668 ook heerser van Forst, inclusief Döbern. Dit veroorzaakte een nieuw conflict met zijn oudere broer, keurvorst Johan George II van Saksen, aangezien Döbern tot het keurvorstendom Saksen behoorde. Als gevolg werden de nieuwe gebieden formeel verdeeld en moest Christiaan Delitzsch, Bitterfeld en Zörbig afstaan aan Johan George II. In 1681 kreeg Christiaan opnieuw het bezit over Zörbig.
Zijn oudere broer Johan George II was gefrustreerd om het testament van zijn vader: ondanks het principe van het eerstgeboorterecht hadden zijn jongere broers een apanage gekregen. Hij probeerde de landerijen van Christiaan I en zijn broers August van Saksen-Weißenfels en Maurits van Saksen-Zeitz in te nemen omdat hij vreesde dat de eenheid van het keurvorstendom Saksen in gevaar was. Na verschillende discussies aanvaardden Christiaan en zijn broers Johan George II uiteindelijk als hun leenheer. In 1680 overleed Johan George II en werd diens zoon Johan George III keurvorst van Saksen. Die probeerde opnieuw om de landerijen van zijn ooms in te nemen door eerdere afspraken te annuleren. Christiaan was vanaf dan tot aan het einde van zijn regering in open conflict met zijn neef Johan George III.
Christiaan overleed in oktober 1691, kort voor zijn 76ste verjaardag. Hij werd bijgezet in de Dom van Merseburg.

## Huwelijk en nakomelingen
Op 19 november 1650 huwde hij in Dresden met Christiana (1634-1701), dochter van hertog Filips van Sleeswijk-Holstein-Sonderburg-Glücksburg. Ze kregen elf kinderen:
- Magdalena Sophia (1651-1675)
- Johan George (1652-1654)
- Christiaan II (1653-1694), hertog van Saksen-Merseburg
- August (1655-1715), hertog van Saksen-Zörbig
- een doodgeboren zoon (1656)
- Filips (1657-1690), hertog van Saksen-Lauchstädt
- Christiana (1659-1679), huwde in 1677 met hertog Christiaan van Saksen-Eisenberg
- Sophia Hedwig (1660-1686), huwde in 1680 met hertog Johan Ernst van Saksen-Saalfeld
- Hendrik (1661-1738), hertog van Saksen-Spremberg en Saksen-Merseburg
- Maurits (1662-1664)
- Sibylla Maria (1667-1693), huwde in 1683 met hertog Christiaan Ulrich I van Württemberg-Oels